# Elthusa arnoglossi
Elthusa arnoglossi är en kräftdjursart som beskrevs av Jean-Paul Trilles och Jean-Lou Justine 2006. Elthusa arnoglossi ingår i släktet Elthusa och familjen Cymothoidae. Inga underarter finns listade i Catalogue of Life.